# Kaukasus-Braunvieh

Kaukasus-Braunvieh gezüchtet in Armenien

Das Kaukasus-Braunvieh (russisch Кавказская бурая, Kawkasskaja buraja) ist eine Rinderrasse aus dem Kaukasus (Armenien, Georgien, Aserbaidschan) und Dagestan (Russland).

## Zuchtgeschichte
Die Rasse entstand durch Kreuzung örtlicher Kaukasus-Rinder mit Brown-Swiss, Kostromaer Rindern und Lebedyner Rindern. 1980 zählte die Rasse 993.000 Tiere.

## Charakteristika
- Rasse nicht homogen: drei Typen ⇒ Milchtyp, Zweinutzungstyp, Fleischtyp
- Farbe braun in verschiedenen Schattierungen
- kleiner als Brown-Swiss, kompakter
- Brust tief, mittelbreit
- Kruppe breit und etwas abfallend
- Beine stark
- Euter befriedigend, gut entwickelte Zitzen und Eutervenen
- Haut elastisch
- Gewicht Kühe 430 – 480 kg, Stiere 700 – 800 kg
- Milchleistung Milchtyp 4.160 kg mit 3,8 % Fett, Zweinutzungstyp 3.370 kg mit 3,8 % Fett

Es existieren 3 Hauptzuchtlinien.